# Kea (insulă)
Kea sau Cheos/Chios (în greacă Κέα), cunoscută și ca Tzia (în greacă Τζιά) și în antichitate Keos (în greacă Κέως, în latină Ceos), este o insulă grecească din arhipelagul Ciclade din Marea Egee. Kea face parte din unitatea regională Kea-Kythnos⁠(d).

## Geografie

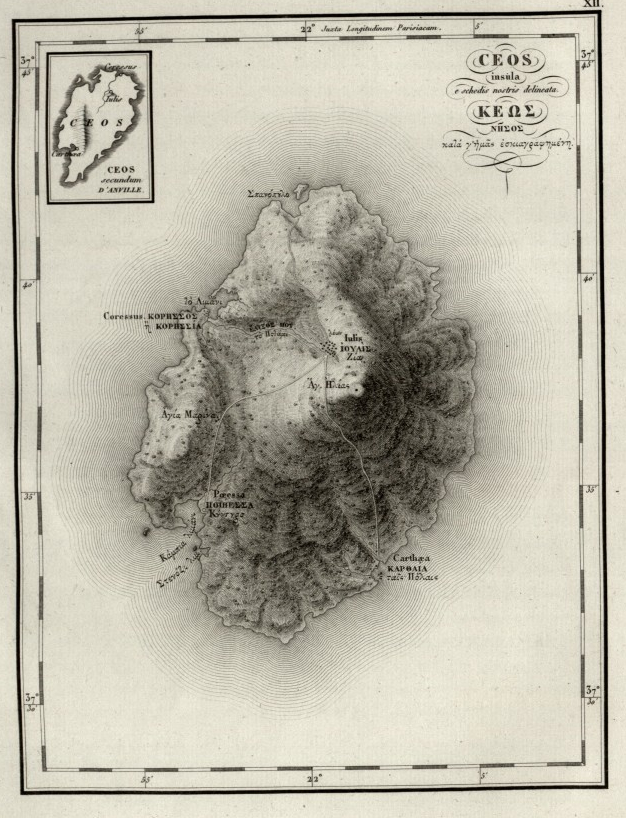
Hartă antică din Bröndsted, Peter Oluf, Reisen und Untersuchungen in Griechenland : Über die Insel Keos, Paris, 1826.

Este insula din Ciclade care este cea mai apropiată de Attica (la aproximativ 1 oră cu feribotul de Lavrio) și este, de asemenea, la 20 kilometri (12 mi) de Capul Sounio, precum și la 60 kilometri (37 mi) sud-est de Atena. Clima sa este aridă, iar terenul este deluros. Kea are 19 kilometri (12 mi) lungime de la nord la sud și 9 kilometri (6 mi) lățime de la vest la est. Suprafața este de 128,9 kilometri pătrați (49,8 mi2)   și cel mai înalt punct are 560 metri deasupra nivelului mării. Comuna, care include insula Makronisos⁠(d), are o suprafață de 148.926 kilometri pătrați (57.500,650 mi2).
Capitala sa, Ioulis⁠(d), se află în interior, la o altitudine mare (ca majoritatea așezărilor cicladice antice, de frica piraților) și este considerată destul de pitorească. Alte sate importante din Kea sunt portul Korissia și satul de pescari Vourkari⁠(d). După ce a fost depopulată timp de mai multe decenii, Kea a fost recent redescoperită de atenieni ca o destinație convenabilă pentru weekend și excursii de iachting. Populația sa în 2019 era de 2.568 de locuitori.

### Comunități locale
- Agia Marina, Kea⁠(d)
- Chavouna
- Ellinika
- Kato Meria
- Ioulis⁠(d)
- Korissia⁠(d)
- Koundouros
- Otzias
- Ursuri
- Vourkari⁠(d)
- Pera Meria

## Istorie

### Neolitic
Kephala, Kea⁠(d) a fost o așezare neolitică târziu/finală de pe Kea. Este situată pe un promontoriu stâncos, în partea de nord a insulei. Neoliticul final al Cicladelor este pe deplin reprezentat aici. Este singura așezare deschisă semnificativă din această perioadă. Aceasta înseamnă o așezare cu structuri de sine stătătoare care nu este protejată de zid.
Unele situri din Attica, cum ar fi Atena și Thorikos⁠(d), și din Aegina par a fi legate de Kephala. Perioada finală a neoliticului din sudul Greciei este cunoscută sub numele de cultura Attica-Kephala.
Kephala a fost recent datată la aproximativ 4600-4500 î.Hr., dar cultura Attica-Kephala ar fi continuat mai târziu chiar și în mileniul al IV-lea î.Hr., cum ar fi până în 3500 î.Hr.
Este posibil ca această comunitate neolitică din Kephala să fi fost formată din 45-80 de oameni. Au cultivat cereale și au crescut oi, capre, vite și porci. Dar și pescuitul a fost important.
Ceramica a fost acoperită cu o fâșie roșie și decorată prin lustruire. Uneltele lor erau, de asemenea, fabricate din obsidian din insula Melos. Au produs și vaze din marmură.
Pe versantul promontoriului, puțin mai jos decât așezarea, a fost găsit un cimitir cu morminte de Cist⁠(d). Pereții mormintelor erau făcuți din pietre mici plate și fiecare avea un număr de înmormântări. Copiii erau de obicei îngropați în borcane de ceramică (Pithoi⁠(d)). Cimitirul a fost folosit aproximativ 150 de ani.
S-au găsit dovezi de prelucrare a metalelor, una dintre cele mai timpurii din Marea Egee. Au fost descoperite fragmente de creuzete de lut și mici obiecte din cupru. Acesta ar fi putut proveni din minele din Lavrion, în estul Aticii.

### Epoca de bronz

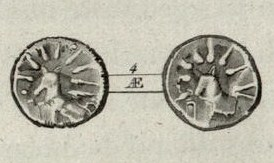
Monedă din antica Kea; cu un câine și o stea

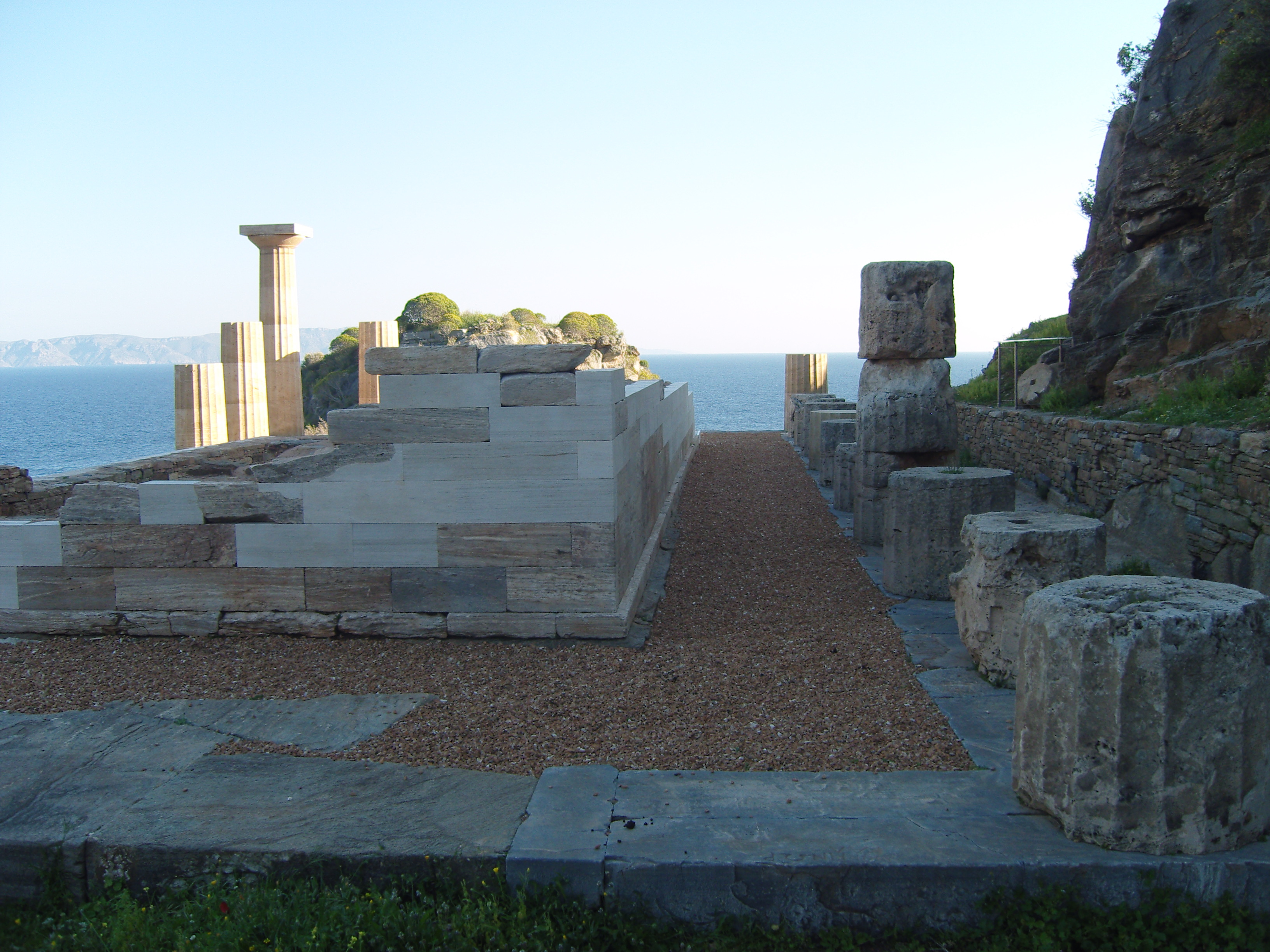
Templul Atenei (Karthaia) de pe insulă

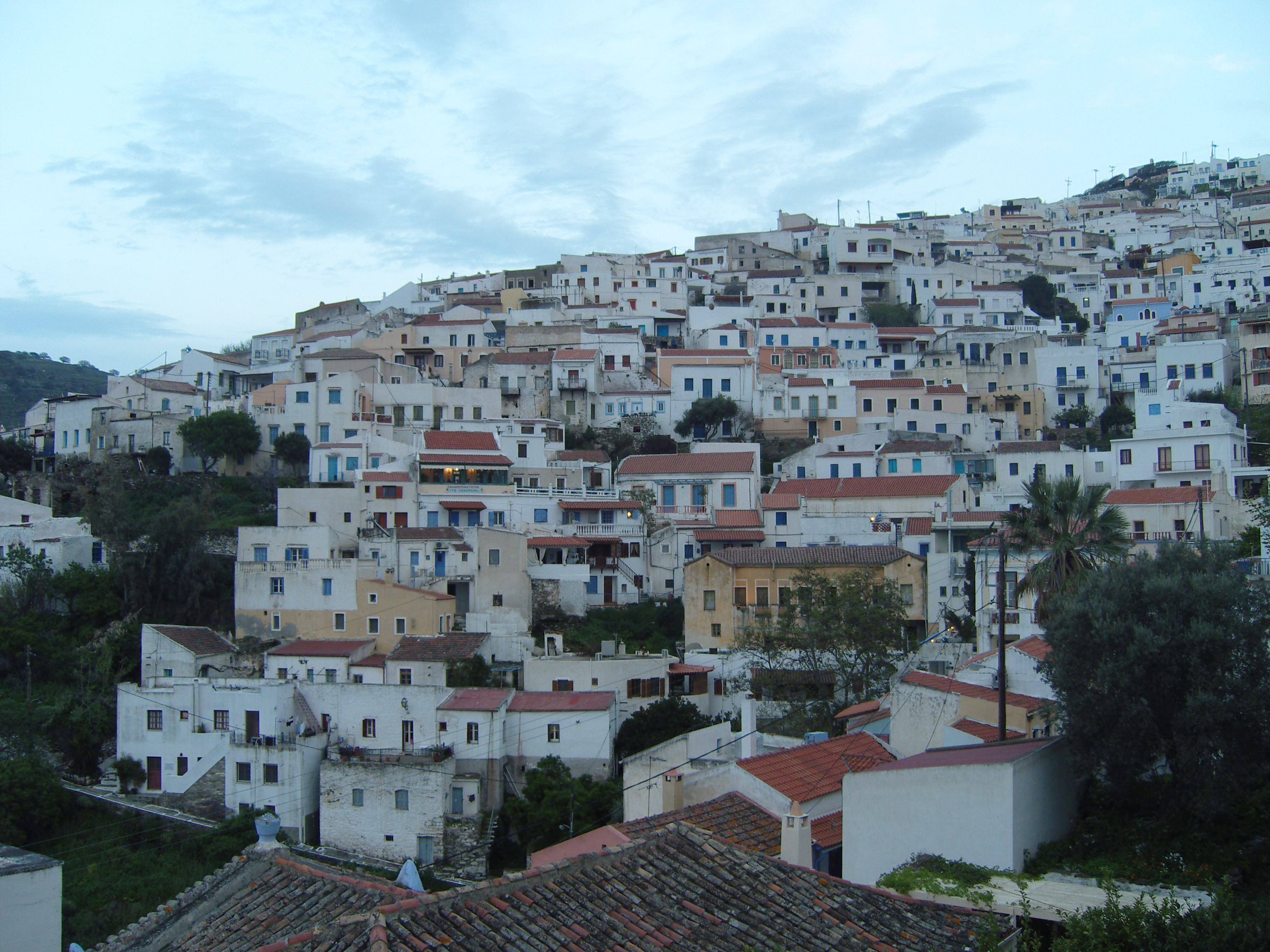
Ioulida

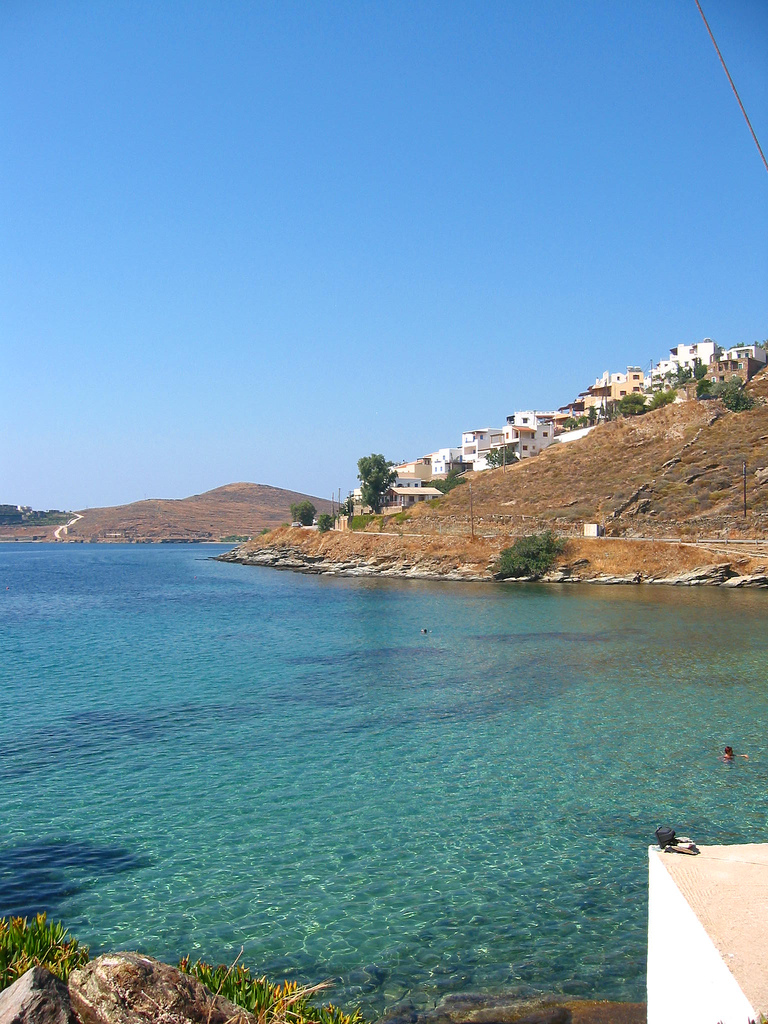
O plajă în Kea

Kea este locul unei așezări din epoca bronzului în situl numit acum Ayia Irini⁠(d), care a atins apogeul în epoca minoică târzie și miceniană timpurie (1600–1400 î.Hr.).
În perioada arhaică, insula a fost împărțită între patru orașe-stat (polis): Ioulis⁠(d), Karthaia, Poieessa⁠(d) și Koressos⁠(d).
În perioada clasică, Kea (Cheos) a fost casa lui Simonide și a nepotului său Bacchylide, ambii poeți lirici greci antici, casa sofistului Prodicos și a medicului Erasistrate. Locuitorii săi erau cunoscuți pentru că ofereau sacrificii stelei câinelui, lui Sirius și lui Zeus pentru a aduce brize răcoritoare în timp ce așteptau reapariția lui Sirius vara; dacă steaua se ridica limpede, ar prevesti noroc; dacă era în ceață sau slabă, atunci ar prevesti (sau ar emana) ciumă. Monedele preluate de pe insulă din secolul al III-lea î.Hr. prezintă câini sau stele cu raze, evidențiind importanța lui Sirius.

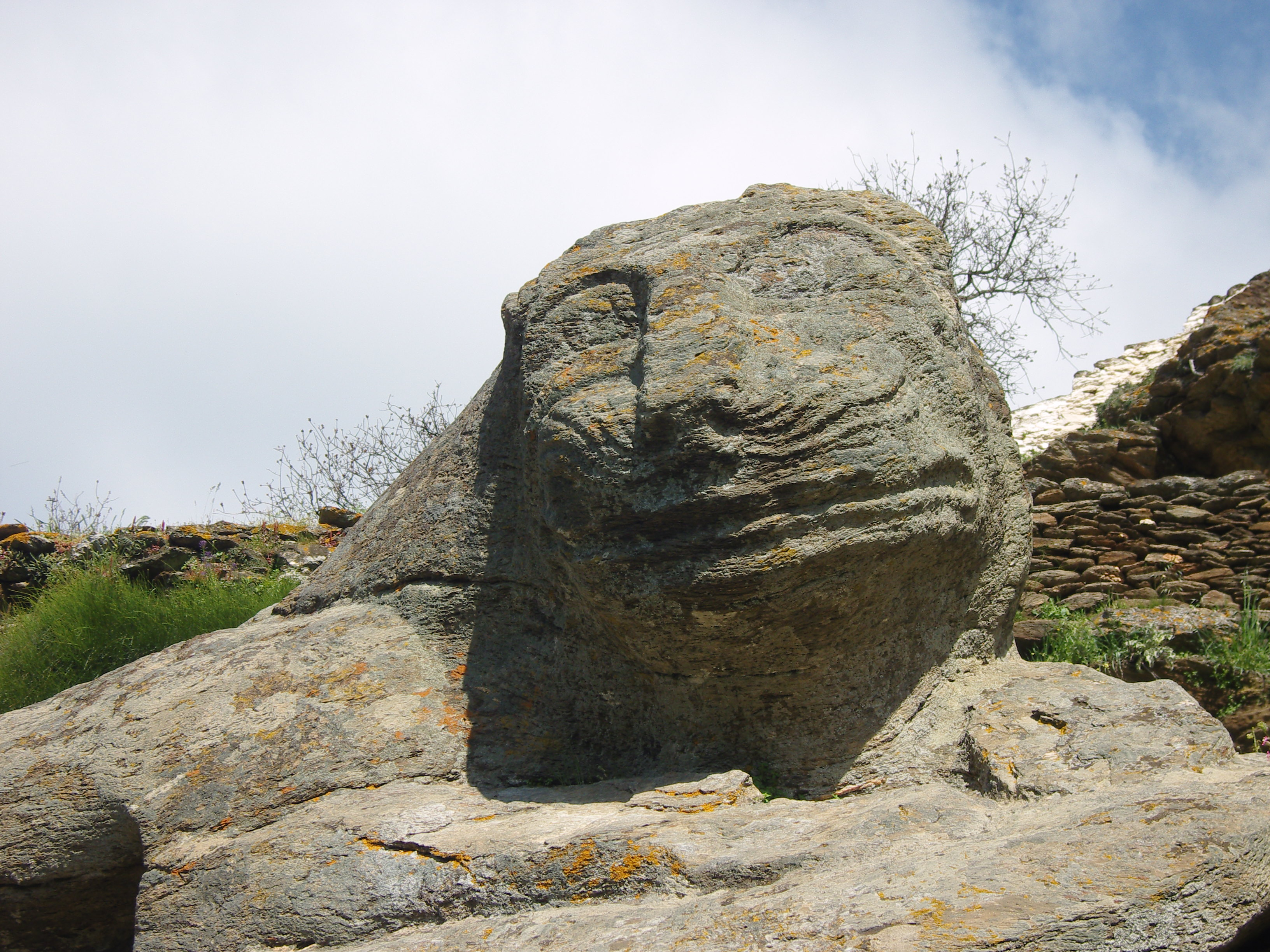
Leul din Kea sculptat în piatră (cunoscut și sub numele de Leul din sau Liontas), datează cel puțin din 600 î.Hr.

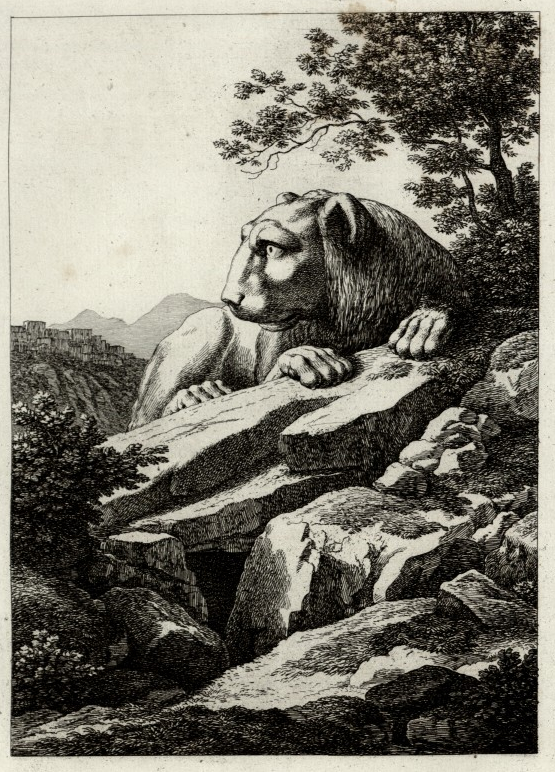
Leul din Kea

Insula este cunoscută pentru un leu antic sculptat în piatră, cunoscut sub numele de Leul din Ioulis (sau Liontas), care a fost sculptat cu ceva timp înainte de 600 î.Hr. Conform legendei, insula Kea a fost odată adăpostul unei populații de nimfe de apă a căror frumusețe, împreună cu minunata lor insulă, i-au făcut geloși pe zei, care au trimis un leu să distrugă insula. Oricum, Grecia continentală a fost gazda unei populații semnificative de lei de-a lungul perioadei clasice.
De asemenea, în perioada clasică, insula a fost renumită pentru minele sale de ocru roșu cunoscut sub numele de „Kean miltos”; TTeofrast face referințe la aceasta în lucrarea sa Despre pietre. La începutul anului 1884, exploratorii britanici Theodore⁠(d) și Mabel Bent⁠(d) au vizitat insula în căutarea rămășițelor acestor mine.
În perioada bizantină au fost construite multe biserici și prosperitatea insulei a crescut. A rămas bizantină până în 1204, când a fost capturată de venețieni în urma celei de-a patra cruciade. Arhiepiscopul Atenei, Mihail Choniates, a venit aici în exil după ce orașul său a căzut în mâinile cruciaților în 1205. A fost recucerită de bizantini sub conducerea amiralului Licario în 1278. În jurul anului 1302, în timpul războiului bizantino-venețian, a căzut din nou în mâna venețienilor, care au construit un castel pe vechea acropole din Ioulis.
Albanezii s-au stabilit și ei pe insulă, asimilându-se apoi în populația greacă. Kea a fost cucerită de la venețieni de către turcii otomani în 1537. Împreună cu restul Cicladelor, Kea s-a alipit Greciei în urma Războiului de Independență al Greciei din 1821.
Pachebotul HMHS Britannic, care este a treia navă soră a RMS Olympic și a nefastului RMS Titanic, s-a scufundat în largul insulei Kea la 21 noiembrie 1916 pe canalul Kea, după ce a lovit o mină, ceea ce a dus la pierderea a treizeci de vieți. Este cea mai mare navă scufundată în Primul Război Mondial.

## Istoria bisericească

### Eparhie ortodoxă
Cea mai veche notă despre insulă ca episcopie grecească apare într-o listă a călugărului sicilian Neilos Doxapatres⁠(d) din a doua jumătate a secolului al XII-lea și aceasta poate fi o adăugare ulterioară, deoarece lista episcopilor greci din Kea începe abia la sfârșitul secolului al XVI-lea.

### Dioceză rezidențială latino-catolică
În 1330, ca parte a Ducatului Venețian de Naxos, a devenit, sub numele de Ceo, scaunul unei episcopii bisericești romano-catolice din Ciclade, în Ceo. În 1600, a fost redenumită episcopie a Diocezei Thermia (insula Knythos), dar a fost suprimată în 1650, după cucerirea otomană. Astăzi este catalogată de Biserica Catolică ca un scaun titular.

## Populația istorică
Călătorul francez Jean de Thévenot a afirmat că sunt 700 de case în orașul principal Kea, acum Ioulida, în 1656 (compatriotul său, botanistul Joseph Pitton de Tournefort a presupus că erau 2500 în 1700). Istoricul grec Ioannis Psyllas a estimat o populație de peste 7000 de locuitori pe insulă în 1821, un număr care a scăzut brusc din cauza unui focar de ciumă care a ucis între 1600 și 2000 de locuitori în 1823.
Datele oficiale ale recensământului grecesc au arătat o populație de aproximativ 4000 de locuitori în secolul al XIX-lea, care a scăzut treptat până în 1981 și apoi a început să-și revină sub influența turismului.
| An   | Populația insulei |
| ---- | ----------------- |
| 1835 | 3.202             |
| 1853 | 4.162             |
| 1856 | 4.297             |
| 1861 | 3.498             |
| 1870 | 3.789             |
| 1879 | 4.311             |
| 1889 | 3.863             |
| 1896 | 4.975             |
| 1907 | 3.817             |
| 1920 | 3.575             |
| 1940 | 3.764             |
| 1951 | 3.108             |
| 1961 | 2.361             |
| 1971 | 1.666             |
| 1981 | 1.648             |
| 1991 | 1.797             |
| 2001 | 2.417             |
| 2011 | 2.455             |
| 2021 | 2.335             |

## Climat
Kea are un climat mediteraneean cald de vară.
| Date climatice pentru Kea island (192m)                                | Date climatice pentru Kea island (192m) | Date climatice pentru Kea island (192m) | Date climatice pentru Kea island (192m) | Date climatice pentru Kea island (192m) | Date climatice pentru Kea island (192m) | Date climatice pentru Kea island (192m) | Date climatice pentru Kea island (192m) | Date climatice pentru Kea island (192m) | Date climatice pentru Kea island (192m) | Date climatice pentru Kea island (192m) | Date climatice pentru Kea island (192m) | Date climatice pentru Kea island (192m) | Date climatice pentru Kea island (192m) |
| Luna                                                                   | Ian                                     | Feb                                     | Mar                                     | Apr                                     | Mai                                     | Iun                                     | Iul                                     | Aug                                     | Sep                                     | Oct                                     | Nov                                     | Dec                                     | Anual                                   |
| ---------------------------------------------------------------------- | --------------------------------------- | --------------------------------------- | --------------------------------------- | --------------------------------------- | --------------------------------------- | --------------------------------------- | --------------------------------------- | --------------------------------------- | --------------------------------------- | --------------------------------------- | --------------------------------------- | --------------------------------------- | --------------------------------------- |
| Maxima medie °C (°F)                                                   | 11.7 (53,1)                             | 13 (55)                                 | 15.3 (59,5)                             | 17.1 (62,8)                             | 23.1 (73,6)                             | 27.6 (81,7)                             | 28.6 (83,5)                             | 28.8 (83,8)                             | 26.2 (79,2)                             | 23.2 (73,8)                             | 18.7 (65,7)                             | 15.3 (59,5)                             | 20,72 (69,29)                           |
| Minima medie °C (°F)                                                   | 8.3 (46,9)                              | 9.2 (48,6)                              | 10.4 (50,7)                             | 12.5 (54,5)                             | 16.8 (62,2)                             | 21.6 (70,9)                             | 23.6 (74,5)                             | 24.1 (75,4)                             | 21.8 (71,2)                             | 19 (66)                                 | 15.4 (59,7)                             | 12.1 (53,8)                             | 16,23 (61,22)                           |
| Precipitații mm (inches)                                               | 107 (4.21)                              | 58 (2.28)                               | 62.4 (2.457)                            | 56.7 (2.232)                            | 3.6 (0.142)                             | 4.2 (0.165)                             | 0.6 (0.024)                             | 0 (0)                                   | 17.8 (0.701)                            | 38.3 (1.508)                            | 44.3 (1.744)                            | 142.3 (5.602)                           | 535,2 (21,071)                          |
| Sursă: http://penteli.meteo.gr/stations/kea/ (Mediile din 2019 – 2020) |                                         |                                         |                                         |                                         |                                         |                                         |                                         |                                         |                                         |                                         |                                         |                                         |                                         |

## Scufundări
Insula este o destinație pentru explorarea naturii și scufundări (scuba diving), cu vizibilitate excelentă, viață marină bogată și scufundări în pereți, caverne și epave. Temperatura apei variază între 20 și 26°C.
Punctul culminant pentru scafandrii de agrement este epava navei cu aburi Patris, care s-a scufundat în 1868 și se află la o adâncime de 28 de metri. A fost un vapor cu aburi de 66 m lungime, aflat în serviciu în Marea Egee, deținut de Hellenic Steamship Co., cu sediul în insula Syros⁠(d). Ea a lovit reciful din golful Koundouros la Makriopounda, insula Kea la 24 februarie 1868, cu aproximativ 120 de pasageri la bord. Nu au fost raportate victime din cauza apropierii de uscat.
Epava HMHS Britannic, situată la 1,5 mile marine în larg, se află la o adâncime de aproximativ 122 metri (400 ft). Nava franceză SS Burdigala⁠(d) este o epavă recent descoperită, la 800 metri (2.625 ft) de portul insulei, la 53 m adâncime. Scufundată la 14 noiembrie 1916, a fost un transatlantic de 180 m construit în Germania de Ferdinand Schichau Werft.

## Persoane notabile
- Simonide (c. 556 î.Hr. – 468 î.Hr.) poet liric
- Bachilide (sec. V î.Hr.) poet liric
- Prodicus (sec. V î.Hr.) sofist
- Theramenes⁠(d) (sfârșitul secolului al V-lea î.Hr.) om de stat atenian
- Aristo (secolul al III-lea î.Hr.) filozof peripatetic
- Emmanouil Papadopoulos (mort în 1810), general rus
- Patriarhul Meletie al III-lea al Constantinopolului
- Cyparissos Stephanos⁠(d) (1857–1917), matematician
- John Angelo Congear, tatăl marelui fotbalist australian AFL, Angelo Congear⁠(d)

## În literatură
Kea este scena mai multor capitole din romanul The Praise Singer⁠(d) al scriitoarei Mary Renault⁠(d).